# Herbert Smith (futbolista)
Herbert Smith (Witney, Oxfordshire, 22 de novembre de 1877 – Witney, 6 de gener de 1951) va ser un futbolista anglès que va competir a començaments del segle xx. Jugà com a defensa i en el seu palmarès destaca una medalla d'or en la competició de futbol dels Jocs Olímpics de Londres de 1908.
A la selecció britànica jugà un total de 3 partits, en què no marcà cap gol. Anteriorment havia jugat quatre partits amb la selecció anglesa.